# Перелік ударів по житловій забудові під час російського вторгнення (липень 2022)
Удари по житловій забудові України під час російсько-української війни — воєнний злочин, скоєний російськими військовими під час повномасштабного військового вторгнення в Україну.
У переліку подано інформацію про удари по житловій та громадській забудові яка була опублікована у відкритих джерелах. Подано інформацію про атаки протягом липня 2022 року.

## Загальна інформація
Згідно моніторингової місії ООН з прав людини в Україні відомо про 390 загиблих цивільних українців протягом липня 2022 року.

### Руйнування населених пунктів прилеглих до лінії зіткнення
У населених пунктах які знаходяться біля лінії бойового зіткнення, постійно відбуваються обстріли житлової та іншої цивільної забудови (у тому числі медичних установ, навчальних закладів, комерційної забудови). Впродовж липня 2022 року, обстріли відбувалися вздовж прикордонних громад Чернігівщини, Сумщини, та Харківщини, а також громад Запорізької, Дніпропетровської, Херсонської та Миколаївської областей із використанням ракет, безпілотників, мінометів, артилерії, реактивних систем залпового вогню, вогнем бронетехніки та стрілецької зброї.
Вздовж державного кордону:
- У Чернігівській області — Корюківська, Новгород-Сіверська, Семенівська, Сновська громади.
- У Сумській області — Білопільська, Великописарівська, Глухівська, Краснопільська, Миропільська, Новослобідська, Путивльська, Хотінська, Юнаківська громади.
- У Харківській області — Вільхуватська, Вовчанська, Дворічанська, Дергачівська, Золочівська, Липецька громади

Між тимчасово окупованою територією:
- У Харківській області — Борівська, Дворічанська, Ізюмська, Кіндрашівська, Куп'янська, Курилівська, Оскільська, Петропавлівська громади
- У Луганській області — Красноріченська, Лисичанська громади
- У Донецькій області — Званівська, Сіверська громади
- У Запорізькій області —
- У Херсонській області —
- У Миколаївській області —

## Перелік
Червоним кольором позначені атаки у яких відомо про загибель людей.

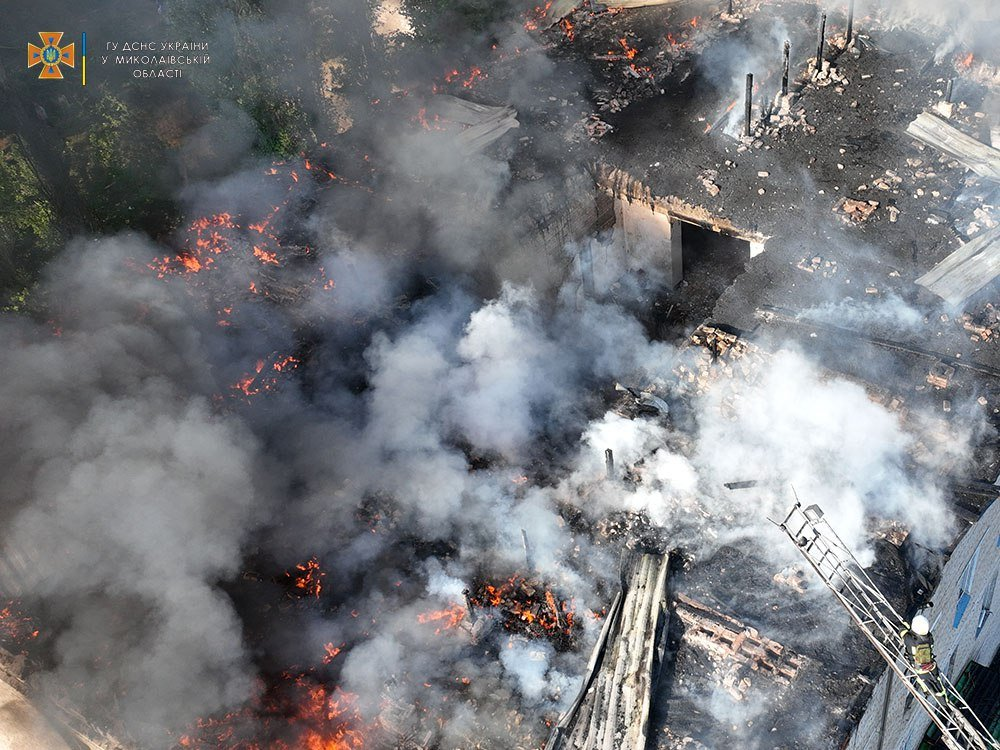
Пожежа у Миколаєві після обстрілу 5 липня
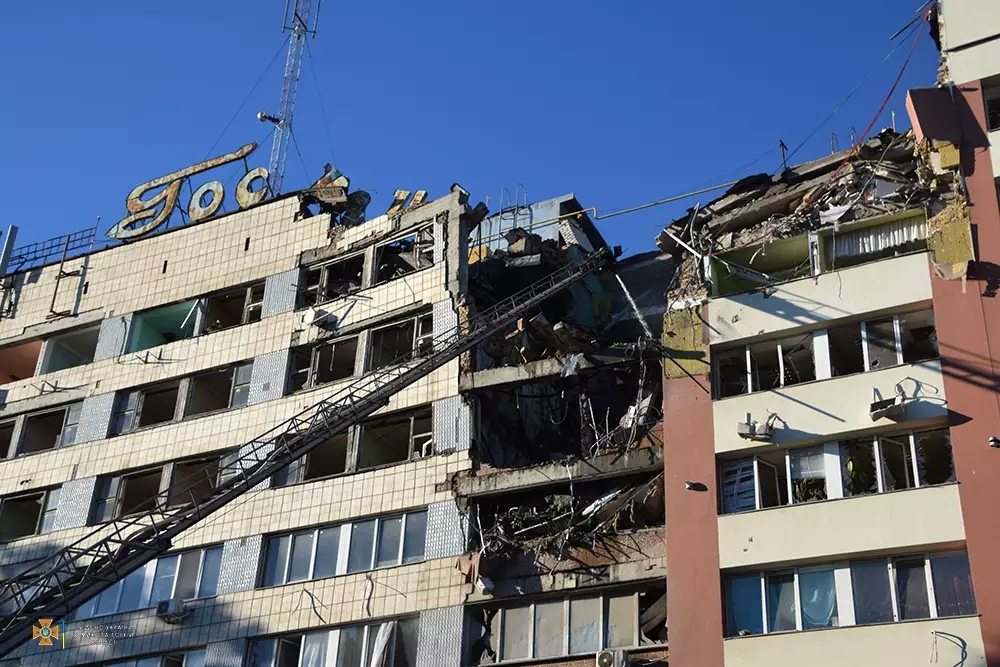
Готель «Миколаїв» після обстрілу 14 липня
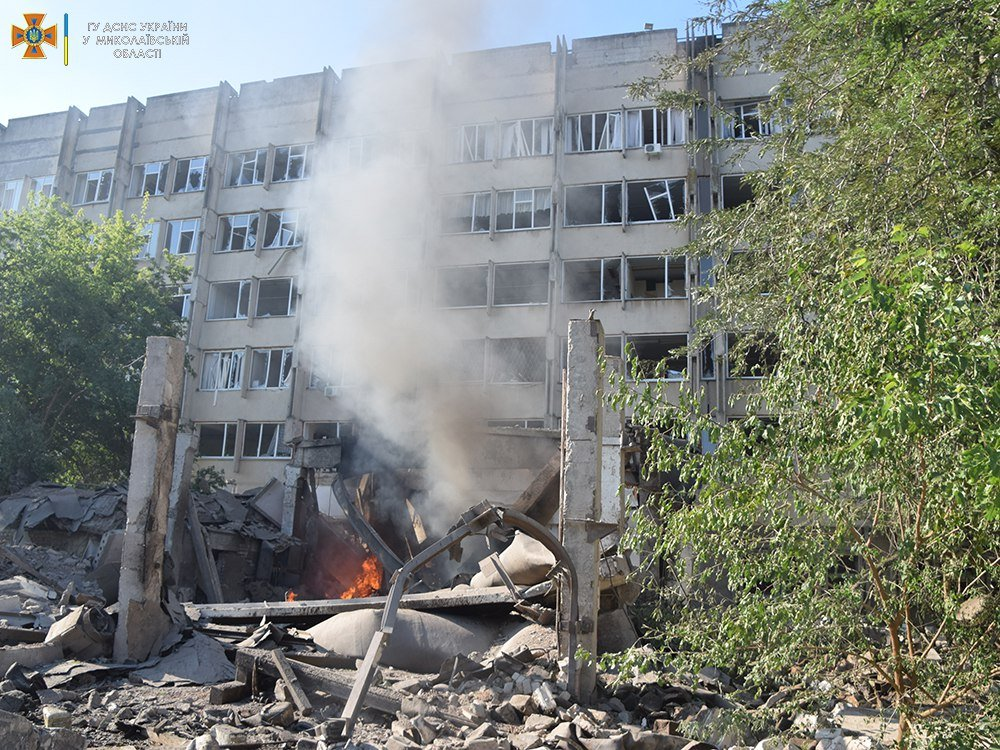
Університет кораблебудування у Миколаєві після обстрілу 15 липня

| дата і місце | дата і місце                         | тип зброї       | подробиці атаки, жертви (загиблі/поранені)                                | подробиці атаки, жертви (загиблі/поранені) |
| ------------ | ------------------------------------ | --------------- | ------------------------------------------------------------------------- | ------------------------------------------ |
| 01/07        | Одеська обл., Білгород-Дністровський | Х-22            | житловий будинок, база відпочинку                                         | 22/34                                      |
| 01/07        | Одеса                                | Х-22            | житлові будинки                                                           | —                                          |
| 03/07        | Харків                               | Іскандер        | житлові будинки                                                           | —                                          |
| 04/07        | Харків                               | ракетний удар   | школа                                                                     | —                                          |
| 05/07        | Дніпропетровська обл., Покров        | Калібр          | житлові будинки                                                           | —                                          |
| 05/07        | Хмельницька обл., Хмельницький р-н   | ракетний удар   | цивільна інфраструктура                                                   | —                                          |
| 05/07        | Миколаїв                             | ракетний удар   | пошкоджено 7 багатоповерхівок у Миколаєві                                 | —                                          |
| 05/07        | Миколаївська обл., Баштанка          | ракетний удар   | цивільна інфраструктура                                                   | —                                          |
| 05/07        | Харків                               | ракетний удар   | вищий навчальний заклад                                                   | —                                          |
| 06/07        | Харків                               | ракетний удар   | вищий навчальний заклад                                                   | —                                          |
| 06/07        | Донецька обл., Торецьк               | ракетний удар   | житлові будинки                                                           | —                                          |
| 07/07        | Донецька обл., Краматорськ           | Іскандер        | житлові будинки                                                           | —                                          |
| 09/07        | Донецька обл., Часів Яр              | БМ-27 «Ураган»  | житлові будинки                                                           | 48/9                                       |
| 09/07        | Харків                               | Іскандер        | житлові будинки                                                           | —                                          |
| 09/07        | Миколаїв                             | С-300           | цивільна інфраструктура                                                   | —                                          |
| 10/07        | Харків                               | Іскандер        | заклад освіти                                                             | —                                          |
| 10/07        | Харків                               | ракетний удар   | дитячий санаторій                                                         | —                                          |
| 10/07        | Харків                               | ракетний удар   | житловий будинок                                                          | —                                          |
| 11/07        | Харків                               | ракетний удар   | житловий будинок                                                          | —                                          |
| 11/07        | Харків                               | ракетний удар   | житловий будинок                                                          | —                                          |
| 12/07        | Донецька обл., Торецьк               | ракетний удар   | цивільна інфраструктура                                                   | —                                          |
| 13/07        | Миколаїв                             | С-300           | цивільна інфраструктура                                                   | —                                          |
| 14/07        | Миколаїв                             | С-300           | цивільна інфраструктура, готель «Миколаїв»                                | —                                          |
| 14/07        | Харків                               | С-300           | цивільна інфраструктура                                                   | —                                          |
| 14/07        | Вінниця                              | Калібр          | офісне приміщення                                                         | —                                          |
| 15/07        | Миколаїв                             | ракетний удар   | заклад вищої освіти                                                       | —                                          |
| 15/07        | Миколаїв                             | ракетний удар   | заклад вищої освіти                                                       | —                                          |
| 15/07        | Дніпро                               | Х-101           | цивільна інфраструктура                                                   | —                                          |
| 17/07        | Миколаїв                             | С-300           | цивільна інфраструктура                                                   | —                                          |
| 18/07        | Миколаїв                             | С-300           | цивільна інфраструктура                                                   | —                                          |
| 18/07        | Миколаїв                             | касетний снаряд | обстріл касетними снарядами Корабельного району Миколаєва                 | 0/2                                        |
| 19/07        | Одеська обл.                         | Калібр          | цивільна інфраструктура                                                   | —                                          |
| 19/07        | Донецька обл., Краматорськ           | Р-37            | цивільна інфраструктура                                                   | —                                          |
| 21/07        | Донецька обл., Краматорськ           | ракетний удар   | школа                                                                     | —                                          |
| 21/07        | Донецька обл., Костянтинівка         | ракетний удар   | школа                                                                     | —                                          |
| 21/07        | Донецька обл., Бахмут                | ракетний удар   | цивільна інфраструктура                                                   | —                                          |
| 21/07        | Донецька обл., Торецьк               | ракетний удар   | влучання у житлову забудову без детонації                                 | —                                          |
| 22/07        | Миколаївська обл.                    | ракетний удар   | цивільна інфраструктура                                                   | —                                          |
| 24/07        | Миколаїв                             | Калібр          | цивільна інфраструктура                                                   | —                                          |
| 25/07        | Харківська обл., Чугуїв              | С-300           | цивільна інфраструктура                                                   | —                                          |
| 26/07        | Харків                               | С-300           | цивільна інфраструктура                                                   | —                                          |
| 26/07        | Одеська обл., Затока                 | Х-59            | зруйновано житлові будинки, бази відпочинку, дачі, торгівельні павільйони | —                                          |
| 26/07        | Одеська обл., Затока                 | Х-22            | зруйновано житлові будинки, бази відпочинку, дачі, торгівельні павільйони | —                                          |
| 27/07        | Харків                               | С-300           | цивільна інфраструктура                                                   | —                                          |
| 27/07        | Донецька обл., Бахмут                | ракетний удар   | цивільна інфраструктура                                                   | —                                          |
| 28/07        | Миколаїв                             | С-300           | цивільна інфраструктура                                                   | —                                          |
| 28/07        | Харків                               | С-300           | промислова та цивільна інфраструктура                                     | —                                          |
| 30/07        | Харків                               | С-300           | навчальний заклад                                                         | —                                          |
| 31/07        | Миколаїв                             | ракетний удар   | цивільна інфраструктура                                                   | —                                          |